# Il dado è tratto (film)
Il dado è tratto (Le rouge est mis) è un film del 1957 diretto da Gilles Grangier.

## Trama
Parigi. Louis Bertain è un rispettabile uomo d'affari, proprietario di un garage. Questa attività però gli serve solo da copertura per la sua banda di criminali, che rapina banche e assalta portavalori. Dopo un colpo che causa anche due vittime, Louis viene arrestato e interrogato dalla polizia, che ha già la confessione di Fredo, un altro membro della banda.
Louis riesce avventurosamente a scappare dal posto di polizia, ancora ammanettato, e come prima cosa cerca di contattare Pepito, l'ultimo della banda rimasto in libertà. Infatti, mentre Louis sa che è stato Fredo a tradire, Pepito è convinto che la soffiata alla polizia l'abbia fatta Pierre, il fratello minore di Louis, che qualche sera prima aveva ascoltato per caso i due amici che parlavano di organizzare un colpo. Louis dunque deve riuscire a trovare Pepito prima che questi trovi suo fratello e lo elimini.